# 玉幡村
玉幡村（たまはたむら）は山梨県中巨摩郡にあった村。現在の甲斐市西八幡・玉川にあたる。

## 地理
- 河川：釜無川

## 歴史
- 1875年（明治8年）
  - 1月 - 巨摩郡西八幡村・玉川村が合併して豊明村となる。
  - 8月 - 豊明村が改称して玉幡村となる。
- 1878年（明治11年）7月22日 - 郡区町村編制法の施行により、玉幡村が中巨摩郡の所属となる。
- 1889年（明治22年）7月1日 - 町村制の施行により、玉幡村が単独で自治体を形成。
- 1947年（昭和22年）10月14日 - 昭和天皇が村内を行幸（昭和天皇の戦後巡幸）[1]。地方病 (日本住血吸虫症)の視察を行う[2]。
- 1956年（昭和31年）9月30日 - 竜王村と合併して竜王町が発足。同日玉幡村廃止。